# دلیجه موریس
دلیجه موریس (نام علمی: Falco punctatus) نام یک گونه از سرده شاهین است.